# Оператор Прюитт
Оператор Прюитт (англ. Prewitt operator) — метод выделения границ в обработке изображений, который вычисляет максимальный отклик на множестве ядер свёртки для нахождения локальной ориентации границы в каждом пикселе. Создан Джудит Прюитт (Judith Prewitt) для обнаружения границ медицинских изображений.
Для операции используются различные ядра. Из одного ядра можно получить восемь, переставляя вращательно коэффициенты. Каждый результат будет чувствителен к направлению границы от 0° до 315° с шагом в 45°, где 0° соответствует вертикальной границе.
Максимальный ответ каждого пикселя есть значение соответствующего пикселя в выходном изображении. Значения его лежат между 1 и 8, в зависимости от номера ядра, давшего наибольший результат.
Этот метод выделения границ также называется подстановкой шаблонов границ (англ. edge template matching), поскольку изображению сопоставляется набору шаблонов, и каждый представляет некоторую ориентацию границы. Величина и ориентация границы в пикселе тогда определяется шаблоном, который лучше всех соответствует локальной окрестности пикселя.
Детектор границ Прюитт является подходящим способом для оценки величины и ориентации границы. В то время как детектор с дифференциальным градиентом нуждается в трудоёмком вычислении оценки ориентации по величинам в вертикальном и горизонтальном направлениях, детектор границ Прюитт даёт направление прямо из ядра с максимальным результатом. Набор ядер ограничен 8 возможными направлениями, однако опыт показывает, что большинство прямых оценок ориентации тоже не очень точны.
С другой стороны, набор ядер нуждается в 8 свёртках для каждого пикселя, тогда как набор ядер градиентного метода требует только 2: чувствительных по вертикали и по горизонтали. Результат для изображения мощности границ очень похож у обоих методов, если в них используются те же ядра свёртки.
Оператор использует два ядра 3×3, свёртывая исходное изображение для вычисления приближённых значений производных: одно по горизонтали и одно по вертикали. Положим {\displaystyle \mathbf {A} } исходным изображением, и {\displaystyle \mathbf {G_{x}} }, {\displaystyle \mathbf {G_{y}} } — двумя изображениями, в которых каждая точка содержит горизонтальное и вертикальное приближение производной, которая рассчитывается как
{\displaystyle \mathbf {G_{x}} ={\begin{bmatrix}-1&0&+1\\-1&0&+1\\-1&0&+1\end{bmatrix}}*\mathbf {A} \quad {\mbox{and}}\quad \mathbf {G_{y}} ={\begin{bmatrix}-1&-1&-1\\0&0&0\\+1&+1&+1\end{bmatrix}}*\mathbf {A} }

## Пример
|  |  |